# Abalone Dots
Abalone Dots är en svensk musikgrupp som spelar en blandning av americana och bluegrass. Influenserna tas både från den amerikanska och den svenska folkmusiken.
Under en del år bestod gruppen av fyra medlemmar; senare tre:
- Rebecka Hjukström, född 1986
- Sophia Hogman, född 1984
- Louise Holmer, född 1982

Samtliga är uppväxta i Västervikstrakten.

## Historik
Tre av gruppens medlemmar träffades när de deltog i en uppsättning av musikalen Ronja Rövardotter i Västervik år 2000. Med en repertoar av bluegrassmusik bildades gruppen Avalanche. Det namnet visade sig dock vara upptaget och istället bytte gruppen namn till Abalone Dots efter de prickar av pärlemor som finns på en gitarr- eller banjohals. 2003 blev gruppen en kvartett och vann finalen i musiktävlingen Musik direkt och fick som pris möjlighet att delta i Music Crossroads-festivalen i Dar es-Salaam i Tanzania.
Hösten 2004 medverkade gruppen vid olika bluegrass-festivaler i USA.
Sommaren 2005 medverkade gruppen i en bluegrassfestival i Torsåker i västra Gästrikland. Sveriges Television var där samtidigt och spelade in en musikdokumentär. Frun till talangscouten Per Lindholm (som tidigare upptäckt Kent, Melissa Horn, Sahara Hotnights, Christian Walz mfl) på skivbolaget Sony BMG såg dokumentären på TV, tipsade sin man och kort efteråt fick gruppen sitt första skivkontrakt. På hösten 2007 var gruppen förband på Lars Winnerbäcks turné.
På debutplattan From a Safe Distance från 2007 arbetade de tillsammans med Marit Bergman, som komponerade två av låtarna, däribland Long Lonely Road som handlar om trafficking. Skivan innehåller även låten "Under the Rain", på vilken Rebecka Hjukström sjunger duett med Kristofer Åström.
På deras andra skiva, Traveler, arbetade de tillsammans med den amerikanske musikern och producenten Al Perkins.
Vid Grammisgalan 2009 tilldelades gruppen priset för årets folkmusik/visa 2008.
2010 lämnade Elin Mörk (född 1984) bandet för att börja studera. I maj 2010 spelade bandet in sin tredje skiva, som planerades att ges ut i början av 2011 men som kom först i april 2012.
Den 9 november 2011 meddelades att Abalone Dots skulle komma att ställa upp i Melodifestivalen 2012. Låten som bandet framförde heter "På väg" och är skriven av bandmedlemmarna själva samt av Viktor Källgren.
Under 2012-2013 har bandet turnerat tillsammans med bl.a. Kalle Moreaus och Lasse Kronér, The Refreshments och JLT.

## Medlemmar
Nuvarande medlemmar
- Rebecka Hjukström (sång, gitarr, banjo, dobro)
- Sophia Hogman (sång, mandolin, cello, nyckelharpa)
- Louise Holmer (sång, kontrabas, piano)

Tidigare medlemmar
- Elin Mörk (sång, fiol, viola)

## Diskografi

### Album
- 2000 – Avalanche
- 2003 – Softgrass-Music
- 2007 – From a Safe Distance
- 2008 – Traveler
- 2012 – Chocolate & Cigarettes
- 2015 – Red

### Singlar
- 2007 – Long Lonely Road
- 2007 – Alive But Not Amused
- 2008 – Solo
- 2012 – På väg
- 2015 – The Parade